# NGC 973
NGC 973 (también conocida como IRAS 02313+3217, MCG 5-7-13, PGC 9795 y UGC 2048) es una galaxia espiral (Sb) situada en la constelación Triangulum. Fue descubierta por el astrónomo estadounidense Lewis Swift el 30 de octubre de 1885. Posee una declinación de +32° 30' 20" y una ascensión recta de 2 horas, 34 minutos y 20,1 segundos.
Las mediciones no basadas en el corrimiento al rojo dan una distancia de  59,876 ± 4,936 Mpc (~195 millones de años luz), que logra estar dentro de las distancias calculadas si se efectúa el uso del valor del corrimiento.